# Mysateles
Mysateles là một chi động vật có vú trong họ Capromyidae, bộ Gặm nhấm. Chi này được Lesson miêu tả năm 1842. Loài điển hình của chi này là Capromys prehensilis Poeppig, 1824.

## Các loài
Chi này gồm các loài:
- Mysateles garridoi (Varona, 1970)
- Mysateles meridionalis (Varona, 1986)
- Mysateles prehensilis (Poeppig, 1824)